# Swiss Performance Index
Le Swiss Performance Index (SPI) est un indice boursier suisse.

## Spécificités
Calculé et publié par le SIX Swiss Exchange, il est composé de la quasi-totalité des entreprises suisses cotées en bourse et est donc considéré comme l'indice global de référence pour le marché suisse des actions. Le SPI a été lancé le 1er juin 1987 avec un index de référence de 1 000 points. Il est calculé en tenant compte des dividendes (Total-Return-Index)

## Composition
Le SPI est divisé en sous-indices par secteur et type de capitalisation. En février 2016, l'indice SPI compte 206 titres différents. Tout entreprise ayant son siège en Suisse (à l'exception des sociétés d'investissement, comme par exemple Alpine Select) peut être incluse dans cet indice, pour autant qu'elle ait une part d'actions négociables au moins égale à 20 % de son capital.
Au 7 novembre 2015, les entreprises suivantes étaient incluses dans le calcul du SPI : 
| - ABB - Accu Holding - Actelion - Addex Pharmaceuticals - Adecco - Adval Tech Holding - Advanced Digital Broadcast Holdings - Arbonia-Forster - Airesis - Allreal Holding - Also - ams AG - APG SGA - Aryzta - ASCOM - Autoneum - Bachem Holding - Bâloise Assurances - Banque Coop - Bank Linth LLB - Banque cantonale de Genève - Banque cantonale du Jura - Banque cantonale vaudoise - Banque Profil de Gestion - Barry Callebaut - Banque cantonale de Bâle-Campagne - Basilea Pharmaceutica - Banque cantonale de Bâle - Belimo Holding - Bell - Bellevue Group - Banque cantonale bernoise - BFW Liegenschaften - BKW Energie - Bobst - Bossard Holding - Bucher Industries - Burckhardt Compression Holding - Burkhalter Holding - BVZ Holding - Calida Holding - Carlo Gavazzi Holding - Cassiopea1 - Cembra Money Bank - Cham Paper Group - Charles Vögele - CI Com - Cicor Technologies - Clariant - Coltene Holding - Comet Holding - Compagnie financière Tradition - Conzzeta AG - Cosmo Pharmaceuticals 1 - CPH Chemie + Papier - Crealogix Holding - Credit Suisse - Cytos Biotechnology - Dätwyler Holding - DKSH - Dorma+Kaba - Dufry - Edisun Power - EFG International - Elma Electronic - Emmi - Ems-Chemie - Evolva | - Feintool International Holding - Flughafen Zürich AG - Forbo - Galenica - GAM - Gate Gourmet - Geberit - Georg Fischer - Givaudan - Banque cantonale de Glaris - Goldbach Group - Gottex Fund Management Holdings - Graubündner Kantonalbank - Groupe Minoteries - Gurit Holding - Helvetia - HIAG Immobilien - Highlight Event and Entertainment - Hochdorf_Holding - Hoffmann-La Roche - Huber+Suhner - Hügli Holding - Hypothekarbank Lenzburg - Implenia - INFICON - Interroll Holding - Intershop Holding - IVF Hartmann Holding - Julius Bär - Jungfraubahn - Kardex - Komax Holding - Kudelski - Kuehne + Nagel - Kuoni - LafargeHolcim - lastminute.com - Leclanché - Lem Holding - Leonteq - Banque nationale du Liechtenstein 1 - Lifewatch - Lindt & Sprüngli - Logitech - Lonza - Looser Holding - Banque cantonale de Lucerne - MCH Group - Metall Zug - Meyer Burger Technology - Micronas - Mikron Holding - Mobilezone - Mobimo Holding - Molecular Partners - Myriad Group - Nestlé - Newron Pharmaceuticals 1 - Novartis - OC Oerlikon - Orascom Development Holding - Orell Füssli - Orior - Panalpina - Pargesa Holding - Partners Group - Pax-Anlage AG - Peach Property | - Perfect Holding - Perrot Duval Holding - Phoenix Mecano - Plazza - PSP Swiss Property - Repower - Richemont - Rieter - Romande Energie - Santhera Pharmaceuticals Holding - Schaffner Holding - Schindler Holding - Schlatter Holding - Schmolz + Bickenbach - Schweiter Technologies - Banque nationale suisse - Schweizerische National-Versicherungs-Gesellschaft - SFS Group - SHL Telemedicine - Siegfried Holding - Sika - SGS - Sonova - Banque cantonale de Saint-Gall - Starrag Group - Straumann - Sulzer - Sunrise - Swatch Group - Swiss Finance & Property Investment - Swiss Life - Swiss Prime Site - Swiss Re - Swisscom - Swisslog Holding - Swissquote - Syngenta - Tamedia - Tecan - Temenos - Therametrics - Banque cantonale de Thurgovie - Titlis Bergbahnen - Tornos - Transocean - U-blox - UBS - USI Group Holdings - Valartis Group - Valiant Holding - Valora - Vaudoise assurances - Verwaltungs- und Privatbank 1 - Vetropack Holding - Victoria-Jungfrau Collection - Villars Holding - Von Roll - Vontobel - VZ Holding - Banque cantonale du Valais - Walter Meier AG - Warteck Invest - Ypsomed Holding - Zehnder - Züblin Immobilien Holding - Banque cantonale de Zoug - Zug Estates - Zurich Insurance Group - Zwahlen et Mayr |

## Source
- (de) Cet article est partiellement ou en totalité issu de l’article de Wikipédia en allemand intitulé « Swiss Performance Index » (voir la liste des auteurs).